# لجنة حقوق الإنسان الإسلامية
لجنة حقوق الإنسان الإسلامية، منظمة غير ربحية مقرها في لندن. مهمتها المعلنة هي «العمل مع منظمات مختلفة ذات خلفية إسلامية أو غير إسلامية للعمل من أجل تحقيق العدالة لكافة الشعوب بغض النظر عن خلفيتها العرقية والمذهبية أو السياسية».
تأسست هذه المنظمة في لندن عام 1997. منذ عام 2007، أصبح لها صفة استشارية مع إدارة الشؤون الاقتصادية والاجتماعية التابعة للأمم المتحدة. تتعرض المنظمة للانتقاد لصمتها إزاء معاملة المسلمين في الدول الإسلامية، وفشلها في الارتقاء إلى ولايتها المعلنة.